# 手工艺

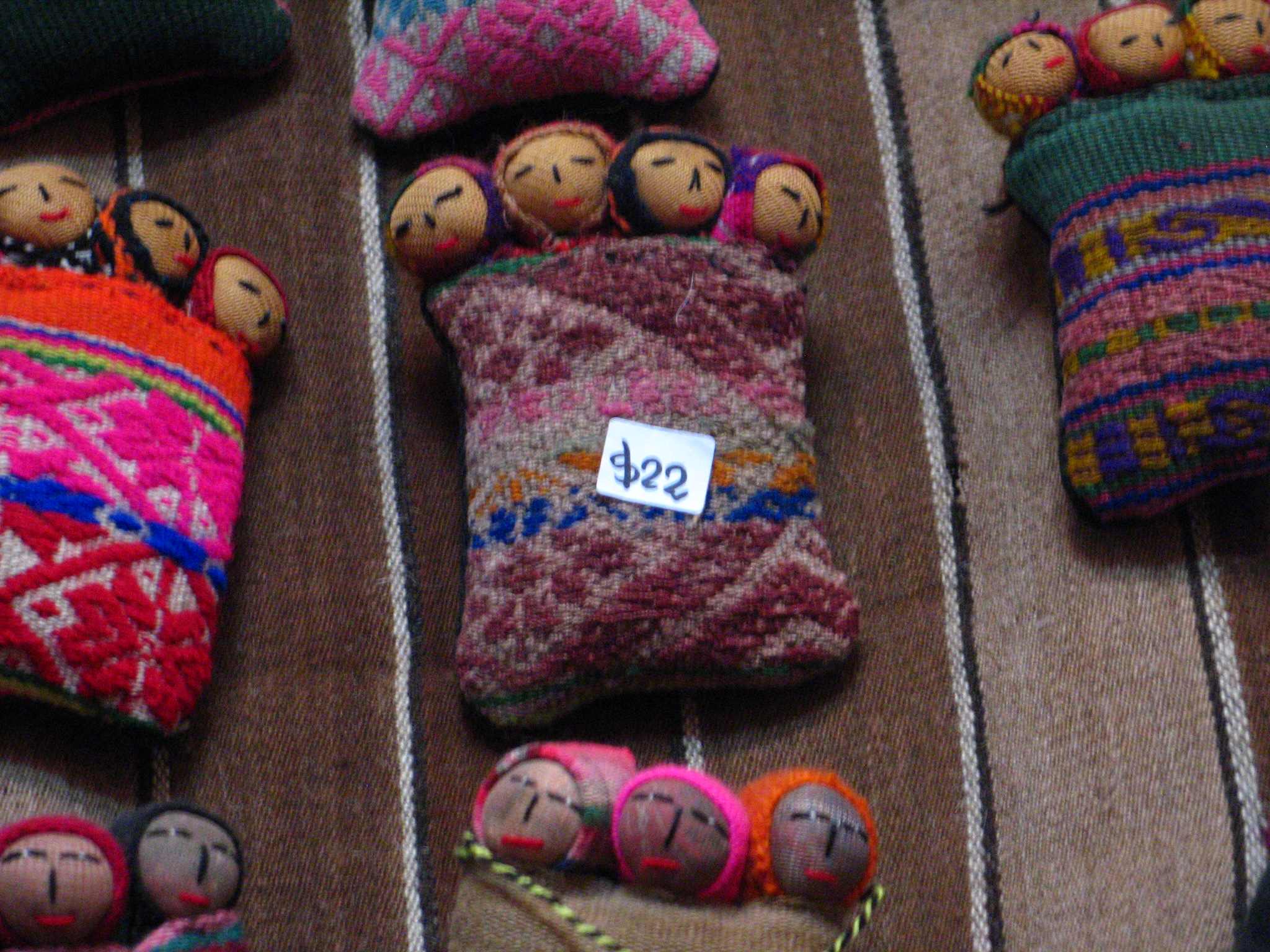
手工艺

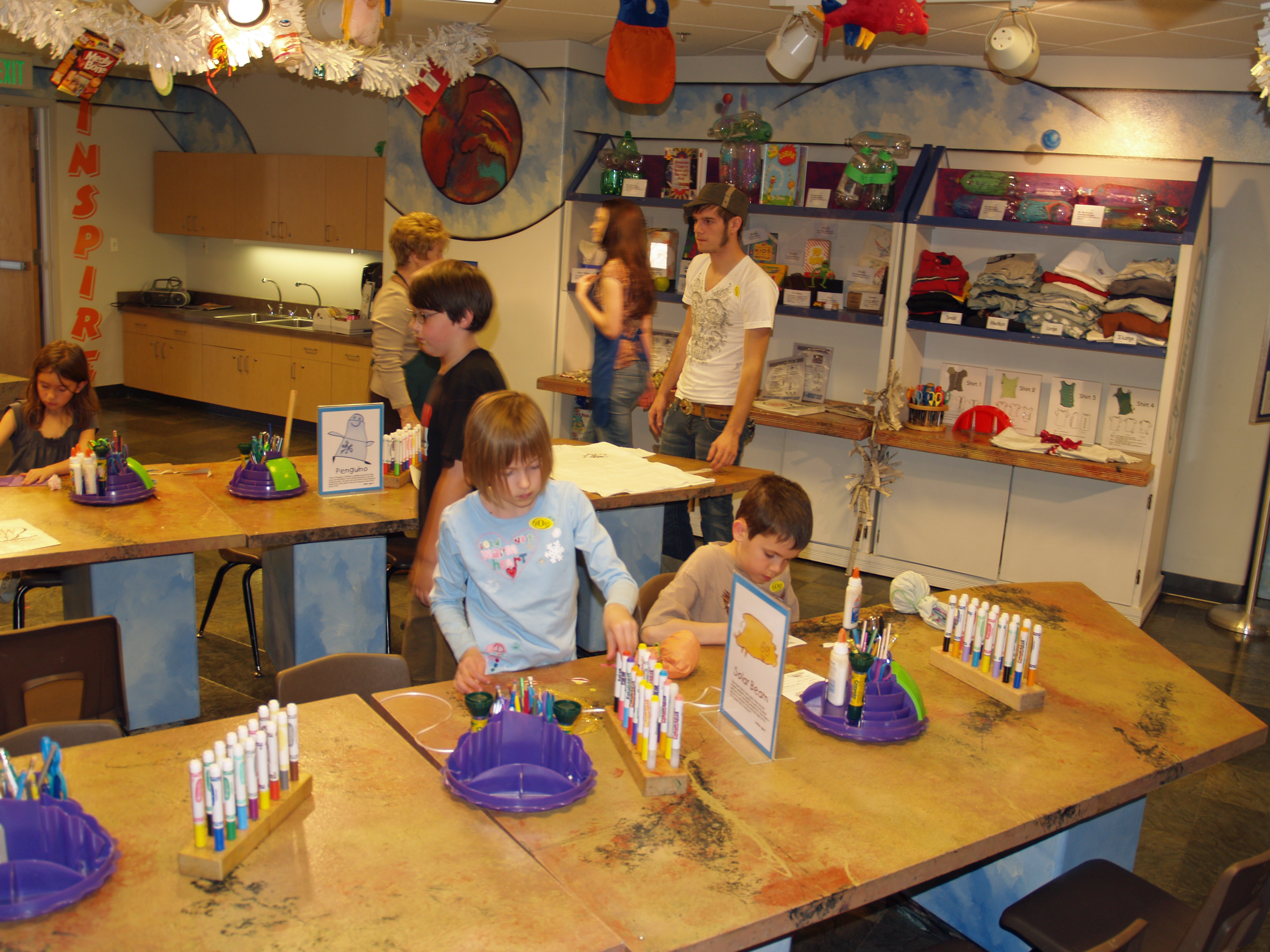
兒童製作的手工藝品

手工艺，指的是用简单的工具純手工製作的工藝，通常跟艺术有关，其創作需要技巧、熟練度，以及一定程度的美感，媒材可能包括編織、陶藝、紙藝、繡縫、木作與其他。手工艺跟大批量生产的机械制造方式不同，通常通过一定的艺术构思，以手工作坊的方式加工制作。制作出来的产品通常叫作手工艺品。「手工艺品」一般承载着本民族的文化传统。当代艺术家在制作“手工艺品”的时候，往往加上现代的艺术元素。

## 竹藤木石陶
- 竹材製品
- 籐材製品
- 木材製品
  - 木工艺，见木匠 木刻
- 石材製品 
  - 石雕
  - 玉器或鼻烟壶
- 陶瓷製品 
  - 陶瓷或陶器
  - 彩陶

## 玻璃珠寶金屬
- 玻璃製品
- 珠寶製品 
  - 串珠
  - 首饰
- 金屬製品 
  - 景泰蓝
  - 徽章
  - 琺瑯

## 唐三彩
- 唐三彩

## 染、漆、紙與其他

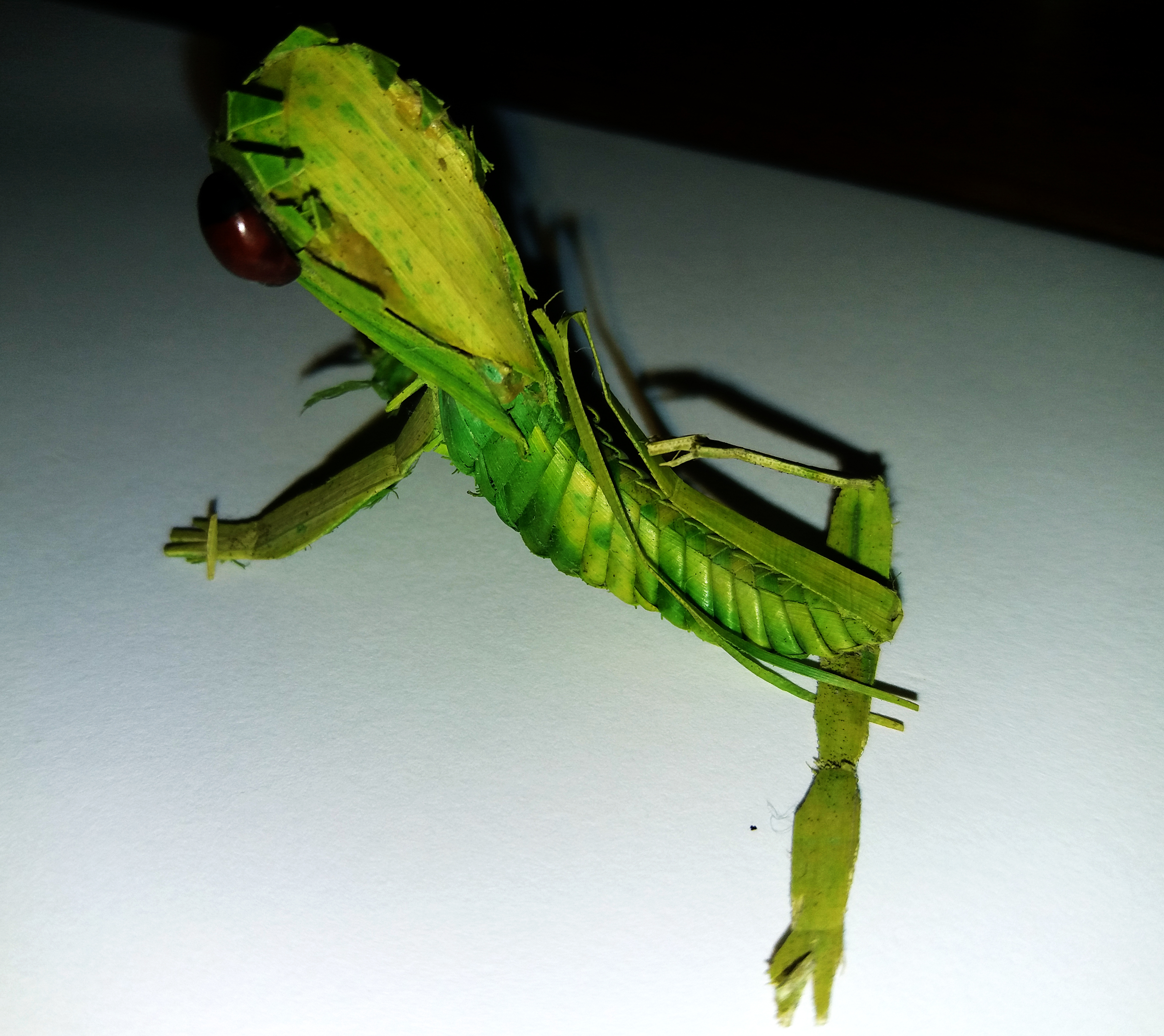
織草蜢

- 染織製品
  - 缂丝
    - 本缂丝（南通缂丝）
    - 明缂丝（苏州缂丝）

  - 刺绣
    - 四大名绣

  - 染缬
    - 夹缬（印花）
    - 蜡缬（蜡染）
    - 绞缬（扎染）
    - 蓝印花布

  - 织造
    - 南京云锦
    - 苏州宋锦
    - 四川蜀锦
    - 广西壮锦
    - 湖北土锦
    - 海南黎锦
- 皮革製品 
  - 皮影
  - 皮包
  - 手工皮鞋
  - 腰帶
  - 背包
  - 帽子
  - 手套
- 漆器製品 
  - 雕漆
  - 堆漆
- 玩具玩偶製品 
  - 风筝
  - 面具
- 家具製品
- 紙藝製品 
  - 纸艺
  - 押花
  - 剪纸
  - 年画
  - 印花
  - 瓶画
  - ATC卡片
- 鐵絲製品
  - 花燈
- 其他材料
  - 骨雕
  - 贝雕
- 繩索
  - 中國結